# Шишкова-Шипунова, Светлана Евгеньевна
Шишкова-Шипунова Светлана Евгеньевна (род. 19 ноября 1950, Куйбышев) — советский и российский журналист, писатель, литературный критик.

## Биография
Родилась в Куйбышеве, выросла в Краснодаре, училась в Москве. Окончила факультет журналистики МГУ (1974) по специальности литературный работник газеты и Академию общественных наук при ЦК КПСС (1990) по специальности политолог.
В 1980-е годы была главным редактором краевых газет «Комсомолец Кубани» и «Советская Кубань» в Краснодаре. Работала в аппарате Краснодарского краевого комитета партии в качестве инструктора сектора печати, радио и телевидения, первого заместителя заведующего отделом пропаганды и агитации. С 1994 года живёт в Сочи. В начале 1990-х была собственным корреспондентом газеты «Советская Россия» по Краснодарскому краю. Избиралась народным депутатом краевого Совета.
Публиковалась в журналах «Родная Кубань», «Роман-газета XXI век», «Наш современник», «Москва», «Знамя», «Берег» (Франция). Лауреат премии журнала «Знамя» в области литературной критики (2007 г.). Автор нескольких книг, изданных московскими и краснодарскими издательствами.
За книгу «Олимпийское наследие Сочи» награждена почётным знаком «За большой вклад в развитие Сочи».

## Награды, премии и звания
- Медаль «За трудовую доблесть» (1985)
- Медаль «За выдающийся вклад в развитие Кубани» (2000)
- Заслуженный работник культуры РФ (2001)
- Лауреат премии журнала «Знамя» в области литературной критики (2007)

## Личная жизнь
Дважды была замужем. Первый муж — Храбан Юрий Гаврилович умер в возрасте 36 лет от рака мозга. Со вторым мужем — Шишковым Алексеем Николаевичем (генерал-лейтенант ФСБ, сенатор) прожила около 30 лет, в 2016 г. он скончался от внезапной остановки сердца.
Сын Алексей от первого брака, шестеро внуков.